# Raja Gosnell
Raja Raymond Gosnell (Los Angeles, California, 9 de Dezembro de 1958) é um editor e diretor estadunidense. É mais conhecido por dirigir comédias familiares como Esqueceram de Mim 3, Nunca Fui Beijada, Vovó... Zona, Scooby-Doo, Perdido pra Cachorro e Os Smurfs.

## Filmografia

### Diretor
- Home Alone 3 (Esqueceram de Mim III) (1997)
- Never Been Kissed (Nunca Fui Beijada) (1999)
- Big Momma´s House (Vovó…Zona) (2000)
- Scooby-Doo (Scooby-Doo) (2002)
- Scooby Doo 2 (Scooby-Doo 2 - Monstros à Solta) (2004)
- Yours, Mine and Ours (Os Seus, os Meus e os Nossos) (2005)
- Beverly Hills Chihuahua (Perdido pra Cachorro) (2008)
- The Smurfs (Os Smurfs) (2011)

### Editor
- The Lonely Guy (Rapaz Solitário) (1984)
- Monster in the Closet (1987)
- Teen Wolf Too (1987)
- D.O.A. (Morto ao Chegar) (1988)
- Home Alone (Esqueceram de Mim) (1990)
- Pretty Woman (Uma Linda Mulher) (1990)
- Only the Lonely (1991)
- Home Alone 2: Lost in New York (Esqueceram de Mim II - Perdido em Nova York) (1992)
- Mrs. Doubtfire (Uma Babá Quase Perfeita) (1993)
- Rookie of the Year (1993)
- Miracle on 34th Street (1994)
- Nine Months (Nove Meses) (1995)

## Recepção
| Filme                          | Rotten Tomatoes | Orçamento    | Bilheteria   |
| ------------------------------ | --------------- | ------------ | ------------ |
| Home Alone 3                   | 30%             | $32 milhões  | $79 milhões  |
| Nunca Fui Beijada              | 57%             | $25 milhões  | $84 milhões  |
| Big Momma's House              | 30%             | $30 milhões  | $173 milhões |
| Scooby-Doo                     | 30%             | $84 milhões  | $275 milhões |
| Scooby-Doo 2: Monstros à Solta | 22%             | TBA          | $181 milhões |
| Yours, Mine and Ours           | 6%              | $45 milhões  | $72 milhões  |
| Beverly Hills Chihuahua        | 40%             | $20 milhões  | $149 milhões |
| Os Smurfs                      | 22%             | $110 milhões | $563 milhões |
| Os Smurfs 2                    | 13%             | $105 milhões | $347 milhões |
| Show Dogs                      | TBA             | TBA          | TBA          |